# 土御門通持
土御門 通持（つちみかど みちもち）は、鎌倉時代中期の公卿。村上源氏流土御門家、権大納言・土御門通行の子。官位は従二位・参議。

## 経歴
以下、『公卿補任』、『尊卑分脈』の内容に従って記述する。
仁治4年（1243年）2月5日、侍従に任ぜられる。寛元2年（1244年）1月5日、従五位上に昇叙。同年4圧5日、丹波守を兼ねる。同年7月16日、丹波守を止める。寛元4年（1246年）1月5日、正五位下に昇叙。同年12月17日、右少将に任ぜられる。建長2年（1250年）2月13日、皇后宮権亮を兼ねる。同年9月16日、右中将に転任。権亮は元の如し。建長3年（1251年）1月5日、従四位上に昇叙。同年3月27日、権亮を止める。建長6年（1254年）1月5日、正四位下に昇叙。正嘉元年（1257年）6月22日、因幡守を兼ねる。正元元年（1259年）5月19日、因幡守を止める。同年4月17日、蔵人頭に補される。同月29日、禁色を許される。
弘長元年（1261年）3月27日、参議に任ぜられる。同年9月26日、従三位に叙される。弘長2年（1262年）1月19日、加賀権守を兼ねる。弘長3年（1263年）1月6日、正三位に昇叙。文永4年（1267年）2月1日、参議中将を辞職。文永8年（1271年）8月21日、本座を許される。同年10月13日、従二位に昇叙。建治2年（1276年）閏3月15日、卒。享年45。

## 系譜
- 父：土御門通行
- 母：源師季の娘
- 妻：不詳
- 生母不明の子女
  - 男子：中院通尚 - 参議
  - 男子：土御門通宣
  - 男子：実性
  - 男子：顕空
  - 男子：顕豪
  - 男子：実顕
  - 男子：信顕
  - 男子：道縁
  - 男子：定誉